# Christian-Jaque
Pour les articles homonymes, voir Maudet.
Pour l’article ayant un titre homophone, voir Christian Jacq.
Christian Albert François Maudet, dit Christian-Jaque, né le 4 septembre 1904 dans le 19e arrondissement de Paris, et mort le 8 juillet 1994 à Boulogne-Billancourt, est un réalisateur, scénariste et adaptateur de cinéma français.

## Biographie

### Jeunesse
Fils d'Édouard Maudet, directeur de fonderie, et de Joséphine Beaumer, le jeune Christian poursuit son cursus scolaire au collège Rollin à Paris. Bachelier, il effectue ensuite des études d’architecture à l'École nationale supérieure des beaux-arts et à l'École nationale supérieure des arts décoratifs à Paris.

### Carrière
En 1924, il dessine des affiches de cinéma pour une compagnie américaine, First National Pictures, en collaboration avec Jacques Chabraison. Ils signent leurs travaux de leurs prénoms accolés : Christian-Ja(c)que(s). Christian-Jaque conserve ce pseudonyme lorsqu'il devient deux ans plus tard journaliste pour la revue Cinégraph, puis décorateur de cinéma de 1927 à 1931.
Sa filmographie, d’une longévité exceptionnelle, est impressionnante : de 1932 (Le Bidon d'or) à 1977 (La Vie parisienne), il réalise pour le cinéma six courts-métrages, trois sketches et cinquante-neuf longs métrages (il en co-réalise trois autres et en laisse autant inachevés). De 1968 à 1985, il travaille également sur une soixantaine de téléfilms.
Parmi les acteurs et actrices qu’il a dirigés (à plusieurs reprises pour la plupart) on peut citer : Pierre Dac, Fernandel, Albert Préjean, Mistinguett, Erich von Stroheim, Michel Simon, Raymond Rouleau, François Périer, Harry Baur, Renée Faure, Bernard Blier, Jean-Louis Barrault, Renée Saint-Cyr, Jules Berry, Micheline Presle, Louis Jouvet, Viviane Romance, Edwige Feuillère, Jean Marais, Gérard Philipe, Daniel Gélin, Maria Casarès, Charles Boyer, Pierre Brasseur, Gina Lollobrigida, Sophia Loren, Danielle Darrieux, Martine Carol, Claudia Cardinale, Jean-Louis Trintignant, Michel Piccoli, Brigitte Bardot, Jacques Charrier, Francis Blanche, Robert Hossein, Marina Vlady, Virna Lisi, Bourvil, Annie Girardot, Alain Delon, Jean Yanne, etc.
Sous l'Occupation, Christian-Jaque réalise deux films pour la compagnie française à capitaux allemands Continental Films qui rencontreront un énorme succès public : L'Assassinat du père Noël (1941) et La Symphonie fantastique (1942). Comme Henri Decoin, il refuse de participer à un voyage promotionnel à Berlin le 18 mars 1942 organisé par Continental Films — dit le « le train de la honte » — à l'occasion de la sortie allemande du film Premier Rendez-vous (1941) de Henri Decoin, avec Danielle Darrieux. Christian-Jaque finira la guerre dans les rangs des FFI.
Avec Martine Carol, sa quatrième épouse, il tourne six films : Adorables Créatures (1952), Lucrèce Borgia (1953), Destinées (1954),  Madame du Barry (1954), Nana (1955) et Nathalie (1957). En 1959, après leur divorce, il réalise Babette s'en va-t-en guerre avec la toute jeune Brigitte Bardot et Jacques Charrier.
Sa coopération avec la scripte Simone Bourdarias s'étale sur 23 ans (1936-1959) pour au moins 25 films.
Christian-Jaque a été fait chevalier de la Légion d'honneur et officier de l'ordre national du Mérite. Il est aussi titulaire de la croix de guerre 1939-1945 et a été nommé commandeur des Arts et des Lettres le 10 novembre 1978.

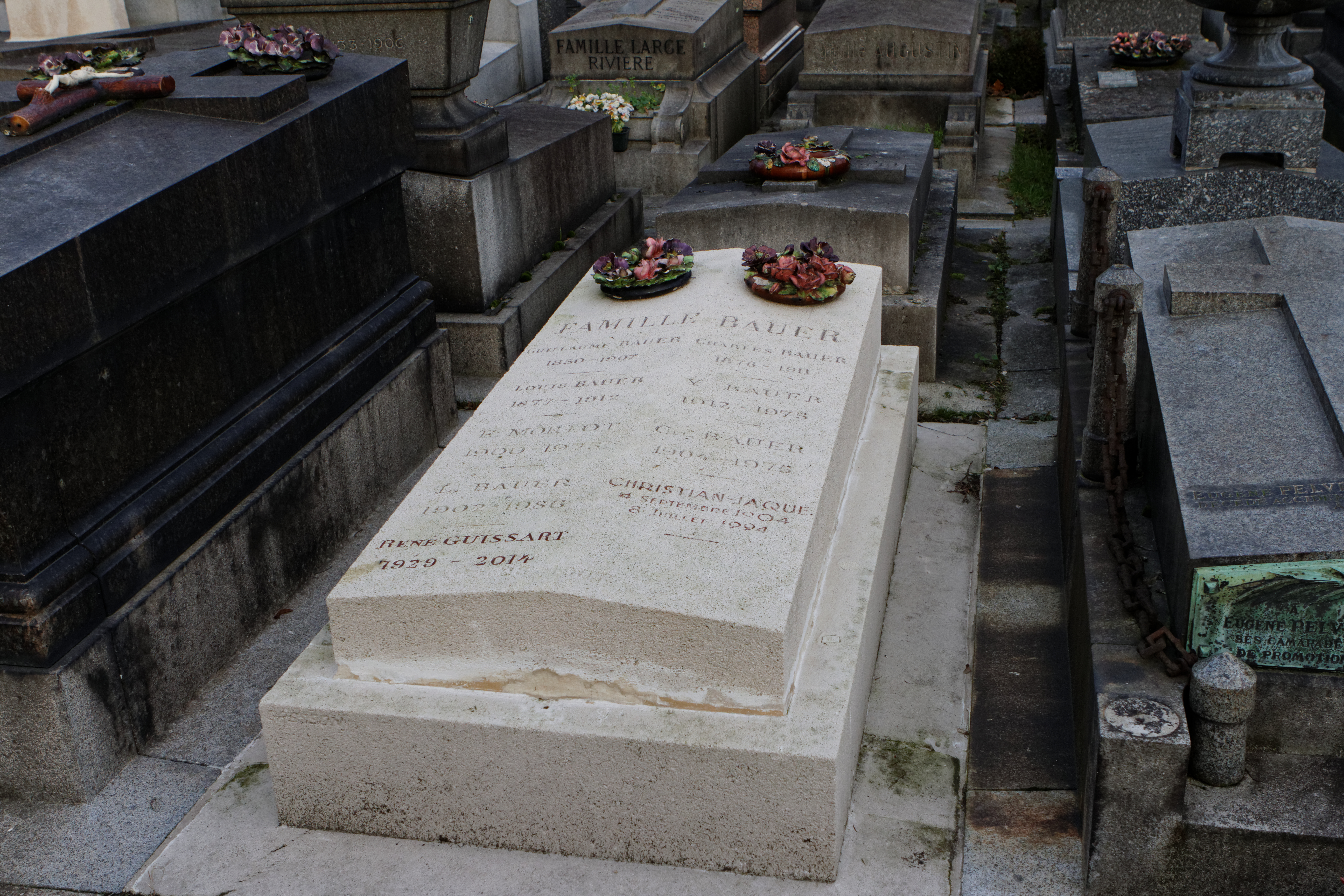
Tombe de Christian-Jaque au cimetière du Père-Lachaise (division 85).

Il meurt d'une crise cardiaque le 8 juillet 1994 à Boulogne-Billancourt, à deux mois de son 90e anniversaire. Il est inhumé au cimetière du Père-Lachaise (85e division).

### Vie privée
Il a été marié à :
- Germaine Spy (3 février 1931-12 juillet 1938)[6] ;
- Simone Renant (19 juin 1940-11 mai 1944) ;
- Renée Faure (18 février 1947-15 juillet 1953)[7] ;
- Martine Carol (15 juillet 1954-13 mai 1959) ;
- Laurence Christol, du 24 novembre 1961 jusqu'à sa mort le 2 octobre 1983[8] ;
- Denise Morlot, du 4 mai 1992, jusqu'à la mort du cinéaste, elle fut sa scripte et sa première assistante-réalisatrice.

## Filmographie

### Cinéma

#### Réalisateur

##### Années 1930
- 1932 : Le Bidon d'or
- 1932 : Le Tendron d'Achille (court métrage)
- 1932 : Adhémar Lampiot
- 1933 : Ça colle
- 1933 : Un bœuf sur la langue (moyen métrage)[9]
- 1933 : L'Article 382 ou La Montre (moyen métrage)
- 1934 : L'Atroce Menace (court métrage)
- 1934 : Vilaine Histoire (court métrage)
- 1934 : Le Père Lampion
- 1934 : Compartiment de dames seules
- 1935 : Voyage d'agrément
- 1935 : Sous la griffe
- 1935 : La Sonnette d'alarme
- 1935 : Sacré Léonce
- 1935 : La Famille Pont-Biquet
- 1936 : Un de la légion
- 1936 : Rigolboche
- 1936 : Monsieur Personne
- 1936 : Josette
- 1936 : L'École des journalistes
- 1937 : François Ier
- 1937 : Les Perles de la couronne
- 1937 : Les Pirates du rail
- 1937 : La Maison d'en face - également adaptateur
- 1937 : Les Dégourdis de la 11e
- 1937 : À Venise, une nuit
- 1938 : Les Disparus de Saint-Agil
- 1938 : Ernest le rebelle
- 1938 : Raphaël le tatoué
- 1939 : Le Grand Élan

##### Années 1940
- 1941 : L'Enfer des anges
- 1941 : Premier Bal
- 1941 : L'Assassinat du père Noël
- 1942 : La Symphonie fantastique
- 1943 : Voyage sans espoir - également adaptateur
- 1945 : Carmen - également adaptateur
- 1945 : Boule de Suif - également adaptateur
- 1945 : Sortilèges - également adaptateur
- 1946 : Un revenant ou Le Revenant - également scénariste
- 1948 : La Chartreuse de Parme - également scénariste
- 1948 : D'homme à hommes - également scénariste
- 1949 : Singoalla - également scénariste

##### Années 1950
- 1950 : Souvenirs perdus - également scénariste
- 1951 : Barbe-Bleue - également scénariste
- 1952 : Fanfan la Tulipe - également scénariste
- 1952 : Adorables Créatures - également scénariste
- 1953 : Lucrèce Borgia - également scénariste
- 1954 : Destinées, sketch « Lysistrata »
- 1954 : Madame du Barry - également scénariste
- 1955 : Nana - également scénariste
- 1956 : Si tous les gars du monde - également scénariste
- 1957 : Nathalie - également scénariste
- 1958 : La Loi, c'est la loi - également scénariste
- 1959 : Babette s'en va-t-en guerre

##### Années 1960
- 1960 : La Française et l'Amour, sketch « le Divorce »
- 1961 : Madame Sans-Gêne - également scénariste
- 1962 : Les Bonnes Causes - également scénariste
- 1962 : Marco Polo. Film au tournage inachevé avec Alain Delon dans le rôle-titre. Raoul Lévy relance la production en changeant l'équipe technique avec La Fabuleuse Aventure de Marco Polo.
- 1964 : La Tulipe noire - également scénariste
- 1964 : Le Repas des Fauves - également scénariste
- 1964 : Le Gentleman de Cocody - également scénariste
- 1965 : Guerre secrète - également scénariste
- 1966 : Le Saint prend l'affût - également scénariste
- 1966 : La Seconde Vérité - également scénariste
- 1967 : Deux billets pour Mexico (Geheimnisse in goldenen Nylons)
- 1968 : Les Amours de Lady Hamilton - également scénariste
- 1969 : S.O.S. fréquence 17, feuilleton télévisé[10]

##### Années 1970
- 1970 : Don Camillo et les Contestataires (inachevé)
- 1971 : Les Pétroleuses
- 1975 : Docteur Justice - également scénariste
- 1977 : La Vie parisienne

#### Décorateur
- 1929 : La Marche nuptiale d'André Hugon
- 1928 : La Grande passion d'André Hugon
- 1929 : Les Trois Masques d'André Hugon
- 1930 : La Femme et le Rossignol d'André Hugon
- 1930 : La Tendresse d'André Hugon
- 1930 : Au Bonheur des Dames de Julien Duvivier
- 1930 : Lévy et Cie d'André Hugon
- 1932 : Le Marchand de sable d'André Hugon
- 1932 : La Croix du sud d'André Hugon

### Télévision

#### Téléfilms
- 1980 : Opération Trafics
- 1981 : S.A.R.L. (Société amoureuse à responsabilité limitée)
- 1985 : Carné, l'homme à la caméra, documentaire - portrait de Marcel Carné

#### Séries télévisées
- 1972 : Omer Pacha
- 1972 : Les Évasions célèbres (épisodes L'Évasion du duc de Beaufort et Le Joueur d'échecs)
- 1973 : Arpad le Tzigane
- 1974 : À vous de jouer Milord
- 1975 : Jo Gaillard
- 1980 : Opération Trafics (Achtung Zoll!)
- 1981 : La Nouvelle Malle des Indes - également scénariste
- 1983 : L'Homme de Suez

## Distinctions

### Récompenses
- Mostra de Venise 1937 : Prix du meilleur scénario étranger pour Les Perles de la couronne
- Berlinale 1952 : Ours d'argent pour Fanfan la Tulipe
- Festival de Cannes 1952 : Prix de la mise en scène pour Fanfan la tulipe
- Prix de la Fraternité 1956 pour Si tous les gars du monde
- Prix Fémina belge du cinéma (1956) pour Si tous les gars du monde
- Festival de Karlovy-Vary 1956 : Globe de cristal pour Si tous les gars du monde
- Festival de San Sebastian 1956 : Prix du scénario de film étranger pour Si tous les gars du monde
- Médaille d’argent du film européen à Venise 1957 pour Si tous les gars du monde
- Prix des Nations unies 1957 pour Si tous les gars du monde
- Golden Laurel Award 1957 pour Si tous les gars du monde
- Prix des Associations de jeunesse en URSS pour Si tous les gars du monde
- Césars 1985 : César d’honneur pour l'ensemble de sa carrière

### Sélections
- Festival de Cannes 1946 : en compétition pour le Grand Prix (ex Palme d'or) pour Un revenant
- Mostra de Venise 1951 : en compétition pour le Lion d'or pour Barbe-Bleue
- Berlinale 1952 : en compétition pour l'Ours d'or pour Fanfan la tulipe
- Festival de Cannes 1952 : en compétition pour le Grand Prix (ex Palme d'or) Fanfan la tulipe
- Berlinale 1958 : en compétition pour l'Ours d'or pour La loi, c'est la loi

## Citation
« Je me souviens que Christian-Jaque divorça d'avec Renée Faure pour épouser Martine Carol. »

— Georges Perec, Je me souviens